# Coenocorypha aucklandica
Coenocorypha aucklandica là một loài chim trong họ Scolopacidae.